# Койот (мифология)
Койот является одним из часто встречающихся персонажей легенд и мифов индейцев северо-запада США. Присутствие койота в произведениях связано с его распространённостью на данной территории и особенностями животного: развитым интеллектом и высокой социализацией. Известен в мифологии таких народов как навахо, не-персе, чинуки, кус (англ. Coos), якама, васко (англ. Wasco-Wishram).
Койот в произведениях обычно выступает в качестве второстепенного персонажа. Он может использоваться для контраста с главным героем и, в отличие от него, наделяется не героическими, а человеческими качествами. Как правило, играет роль трикстера, аналогично Локи в скандинавской мифологии. В ряде мифологий койот также выполняет и иные мифологические роли, так, например, в мифологии навахо Койот, оставаясь трикстером, «по совместительству» является божеством охоты, войны и любви, изобретателем колдовства.
Большей частью проделки койота носят положительный характер. В космогонических мифах он подчас создаёт мир и первых людей, пиная комок грязи, экскрементов или сгусток крови. В произведениях, появившихся с приходом на американский запад европейцев, койот наделяется новой функцией: защитником традиционной индейской культуры от вторжения европейской. Он становится сатирическим персонажем, противодействующим европейцам. Например, в одной из современных историй койот попадает в ловушку к антропологу, желающему получить рассказы о койоте, но обманывает чужака, оставляя ему лишь испачканные экскрементами записи.
Важность и поучительность историй о койоте подчёркивается тем, что индейцы использовали их в зимнее время, когда сокращались хозяйственные работы и свободное время можно было посвятить духовным празднествам. С весны и до ранней осени истории о койоте не рассказывались.

## Койот в современной культуре
Койот является одним из основных персонажей вебкомикса Томаса Сидделла «Двор Ганнеркригг» (англ. Gunnerkrigg Court), где изображён в виде бога-трикстера, главы Леса Гиллити.